# Jondal

Wappen von Jondal

Jondal war eine Kommune im norwegischen Fylke Hordaland (2020 Teil von Vestland geworden). Sie lag auf der Folgefonnhalbinsel auf der Südseite des Hardangerfjordes. Sie grenzte im Süden an die Kommunen Odda und Kvinnherad, im Osten und Nordosten an Ullensvang und im Westen und Nordwesten an Kvam. Im Zuge der Kommunalreform in Norwegen wurden Jondal und Odda zum 1. Januar 2020 mit Ullensvang zusammengeschlossen.
Auf einer Fläche von 247,07 km² lebten 1.087 Einwohner (Stand: 1. Januar 2019). Die Kommunennummer war 1227. Letzter Bürgermeister war Jon Larsgard (Sp).
Teile des Gletschers Folgefonna lagen in der Kommune. Das Folgefonn-Sommerskizentrum bietet im Sommer (von Mai bis Oktober, abhängig von Schnee- und Wetterverhältnissen) Wintersportbedingungen.
Das Kommunewappen von Jondal zeigt drei schräge Bootshaken in Gold auf rotem Grund.